# Langley Aerodrome
|                                                                                  |
|                                                                                  |
| Langley Aerodrome No. 6, en el Wesley W. Posvar Hall (Universidad de Pittsburgh) |

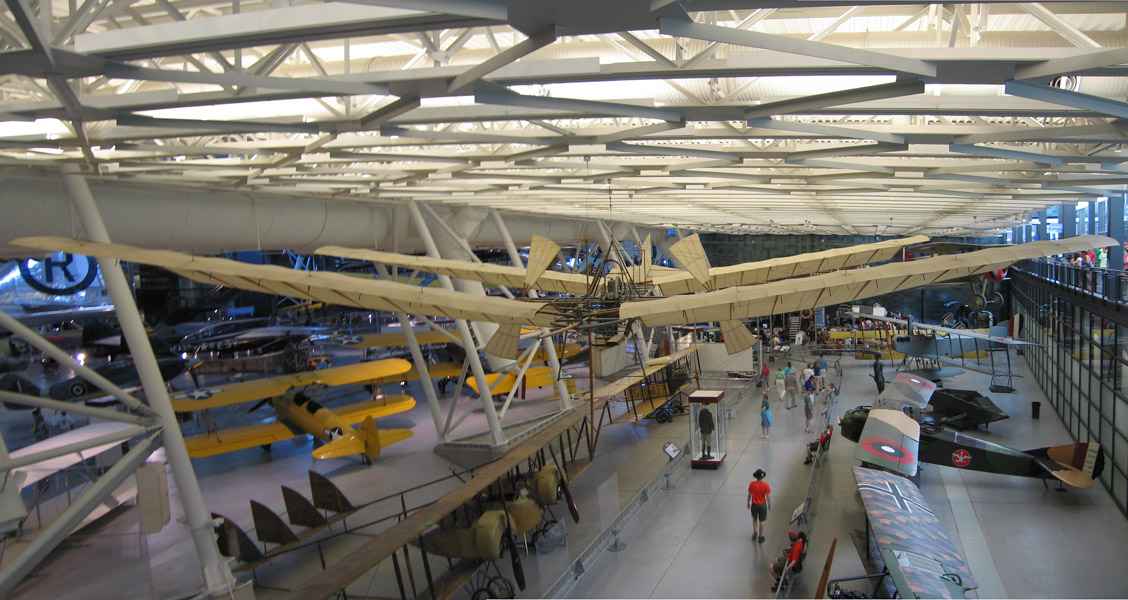
El Aerodrome tripulado tal como se muestra en el Centro Steven F. Udvar-Hazy

El Langley Aerodrome fue una máquina voladora motorizada y tripulada pionera, diseñada a finales del siglo XIX por el Secretario del Instituto Smithsoniano, Samuel Langley. Este aeroplano fue un fracaso, pese a que el Ejército de los Estados Unidos pagó 50.000 dólares para el desarrollo del proyecto en 1898, después de los exitosos vuelos de Langley con modelos no tripulados a pequeña escala en los dos años anteriores.

## Diseño y desarrollo
Langley acuñó la palabra "Aerodrome" y la aplicó a una serie de aviones de ala en tándem, tripulados y no tripulados, impulsados por un motor, que fueron construidos bajo su supervisión por el personal del Smithsonian en la década de 1890 y principios de la década de 1900. El término se deriva de las palabras griegas que significan "corredor aéreo". 
Después de una serie de pruebas fallidas que comenzaron en 1894, el modelo "Número 5" de Langley, no tripulado e impulsado a vapor, realizó el 6 de mayo de 1896 un exitoso vuelo de 90 segundos de más 800 m de distancia a una velocidad de unos 40 km/h, alcanzando hasta 30 m de altura. En noviembre, el modelo "Número 6" voló casi 1,6 km. Ambos aviones fueron lanzados por la catapulta instalada en una plataforma flotante situada en el río Potomac, cerca de Quantico, Virginia, al sur de Washington D. C.. Los vuelos impresionaron al secretario de la Marina Theodore Roosevelt lo suficiente como para hacerle afirmar que "la máquina ha funcionado" y para pedir a la Marina de los Estados Unidos que creara una comisión de cuatro oficiales para estudiar la utilidad de la "máquina voladora" de Langley en marzo de 1898, la primera manifestación documentada de la Marina de los EE. UU. de interés por la aviación. La comisión aceptó la idea, aunque la Marina no asumió el proyecto. En cambio, la Junta de Artillería y Fortificación del Departamento de Guerra de los EE. UU. aceptó la recomendación y otorgó 50.000 dólares en subvenciones al Smithsonian para la construcción de una versión tripulada a gran escala. El equipo técnico de Langley también construyó un modelo no tripulado a una cuarta parte de escala con motor de gasolina, que voló con éxito dos veces el 18 de junio de 1901, y nuevamente con un motor mejorado el 8 de agosto de 1903.
El motor de combustión interna del Aerodrome a escala completa rendía 53 caballos, aproximadamente cuatro veces más que el motor de gasolina de los hermanos Wright de 1903. Las otras características del avión, sin embargo, especialmente la estructura y el control de vuelo, dejaban mucho que desear. La aeronave tenía un sistema de control muy primitivo, que incluía una cola cruciforme y un timón de montaje central. Langley volvió a utilizar una catapulta en la plataforma flotante para lanzarla. Eligió a su ingeniero jefe, Charles M. Manly, para pilotar el avión y operar los controles lo mejor que pudo. En el primer intento de vuelo, el 7 de octubre de 1903, la nave no pudo volar y se precipitó al río Potomac inmediatamente después del lanzamiento. En el segundo intento, el 8 de diciembre, perdió altura después del lanzamiento rápidamente y nuevamente cayó al río. En ambas ocasiones, los rescatistas sacaron a Manly ileso del agua. Langley culpó de las complicaciones a un problema con el mecanismo de lanzamiento, no al avión. El problema real radicaba en su incapacidad para considerar los problemas de calcular la tensión en el fuselaje y en lograr el adecuado control de la aeronave. No hizo más pruebas, y sus experimentos se convirtieron en objeto de escarnio en los periódicos y en el Congreso de los Estados Unidos.
Nueve días después del fracaso del 8 de diciembre de 1903, los hermanos Wright realizaron cuatro vuelos exitosos cerca de Kitty Hawk, Carolina del Norte.

## Modificación y pruebas de vuelo en 1914

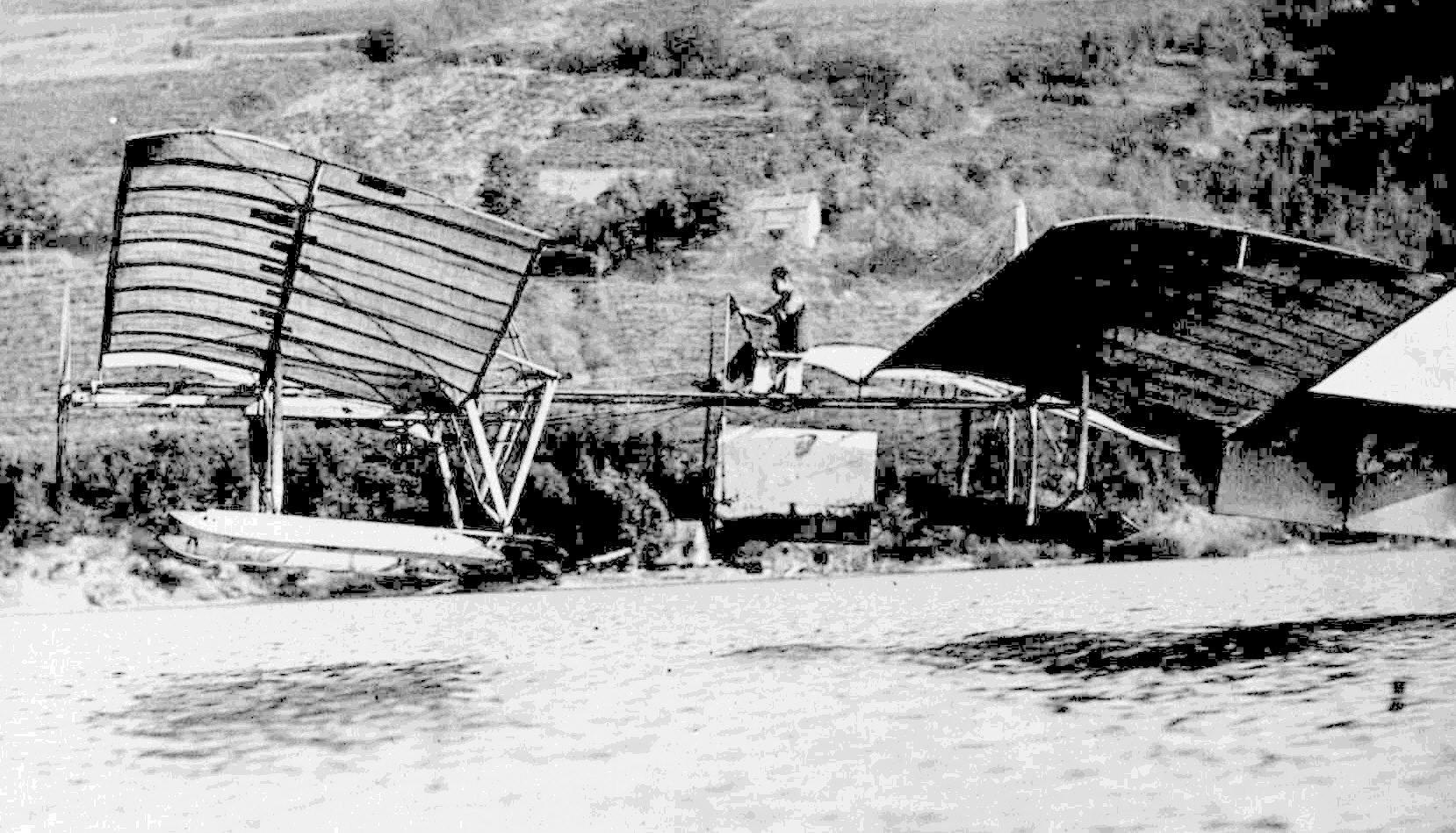
William E. "Gink" Doherty logró dominar el Aerodrome de Langley estructuralmente modificado, volando sobre la superficie del lago Keuka cerca de Hammondsport, Nueva York, en 1914.

Con la aprobación del Smithsonian, Glenn Curtiss modificó ampliamente el Aerodrome e hizo algunos vuelos cortos con la aeronave en 1914, como parte de un intento fallido de soslayar la patente de los hermanos Wright sobre los primeros aviones, y para reivindicar a Langley. Sobre la base de estos vuelos, el Smithsonian exhibió el Aerodrome en su museo como el primer avión tripulado, más pesado que el aire, "capaz de volar". Esta acción provocó una enemistad con Orville Wright (Wilbur Wright había muerto en 1912), quien acusó al Smithsonian de tergiversar la historia de las máquinas voladoras. Orville reafirmó su protesta al negarse a donar el Kitty Hawk Flyer original de 1903 al Smithsonian, y el avión pasaría a formar parte de las grandes colecciones del Museo de Ciencias de Londres en 1928. La disputa finalmente terminó en 1942, cuando el Smithsonian publicó los detalles de las modificaciones realizadas por Curtiss al Aerodrome y se retractó de reivindicar su aeronave como el primer avión operativo. 
Curtiss llamó a sus modificaciones "restauración", alegando que el único añadido al diseño eran los flotadores para realizar las pruebas en el lago, pero los críticos, incluido el abogado de patentes Griffith Brewer, las llamaron "alteraciones del diseño original". En una carta al New York Times del 22 de junio de 1914, Brewer preguntaba: "¿Por qué, si la máquina voladora de Langley era una máquina voladora práctica, los que están a cargo de la máquina no intentaron hacerla volar sin alterarla?" También cuestionó la decisión de permitir que una persona que había sido declarada culpable de infracción de patente fuera elegida para preparar el avión histórico para las pruebas.
Curtiss voló el Aerodrome modificado en el lago Keuka, Nueva York, saltando sobre la superficie del agua varias veces durante no más de cinco segundos cada vez. Las fotos con un poco de luz diurna tomadas debajo de los flotadores en una prueba adicional realizada cerca de la costa unos días después, fueron publicadas por los medios de comunicación.

## Preservación
Dos de los Aerodrome a escala de Langley sobreviven hasta nuestros días. El Aerodrome No. 5, la primera aeronave de Langley más pesada que el aire, está en exhibición en el Museo Nacional del Aire y el Espacio del Smithsonian en Washington D. C. El Aerodrome No. 6 está ubicado en el Wesley W. Posvar Hall de laUniversidad de Pittsburgh, y fue restaurado en parte por los estudiantes de ingeniería. El tejido en las alas y la cola es el único material nuevo, aunque la cola y varias costillas del ala se reconstruyeron con madera antigua de la misma época facilitada por el Smithsonian. Langley había sido profesor de astronomía en la universidad antes de ascender al principal puesto del Smithsonian. 
El Aerodrome tripulado sobrevivió después de ser reconstruido y probado por Curtiss, siendo reconvertido nuevamente a la configuración original de Langley en 1903 por el personal del Smithsonian. Ocupó un lugar de honor en el museo Smithsonian hasta 1948, cuando la Institución recibió el Wright Flyer de 1903 original, procedente del Reino Unido. Después, el Aerodrome estuvo fuera del alcance del público durante muchos años en las instalaciones de Paul Garber en Suitland, Maryland. Hoy se exhibe en el Centro Steven F. Udvar-Hazy del Museo Nacional del Aire y del Espacio en Chantilly, Virginia. 